# Diglossa albilatera
A Diglossa albilatera a madarak osztályának verébalakúak (Passeriformes) rendjébe és a tangarafélék (Thraupidae) családjába tartozó faj.

## Rendszerezése
A fajt Frédéric de Lafresnaye francia ornitológus írta le 1843-ban.

## Alfajai
- Diglossa albilatera affinis J. T. Zimmer, 1942
- Diglossa albilatera albilatera Lafresnaye, 1843
- Diglossa albilatera federalis Hellmayr, 1922
- Diglossa albilatera schistacea Chapman, 1925[2]

## Előfordulása
Az Andokban, Ecuador, Kolumbia, Peru és Venezuela területén honos. Természetes élőhelyei a szubtrópusi és trópusi hegyi esőerdők és magaslati cserjések, valamint másodlagos erdők, vidéki kertek és városi régiók. Állandó, nem vonuló faj.

## Megjelenése
Testhossza 12 centiméter.

## Természetvédelmi helyzete
Az elterjedési területe nagyon nagy, egyedszáma pedig stabil. A Természetvédelmi Világszövetség Vörös listáján nem fenyegetett fajként szerepel.